# Kirche von Lärbro

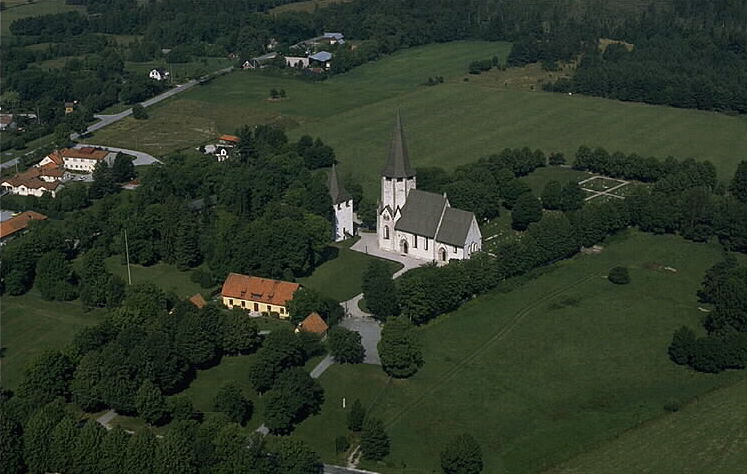
Kirche mit Kastal

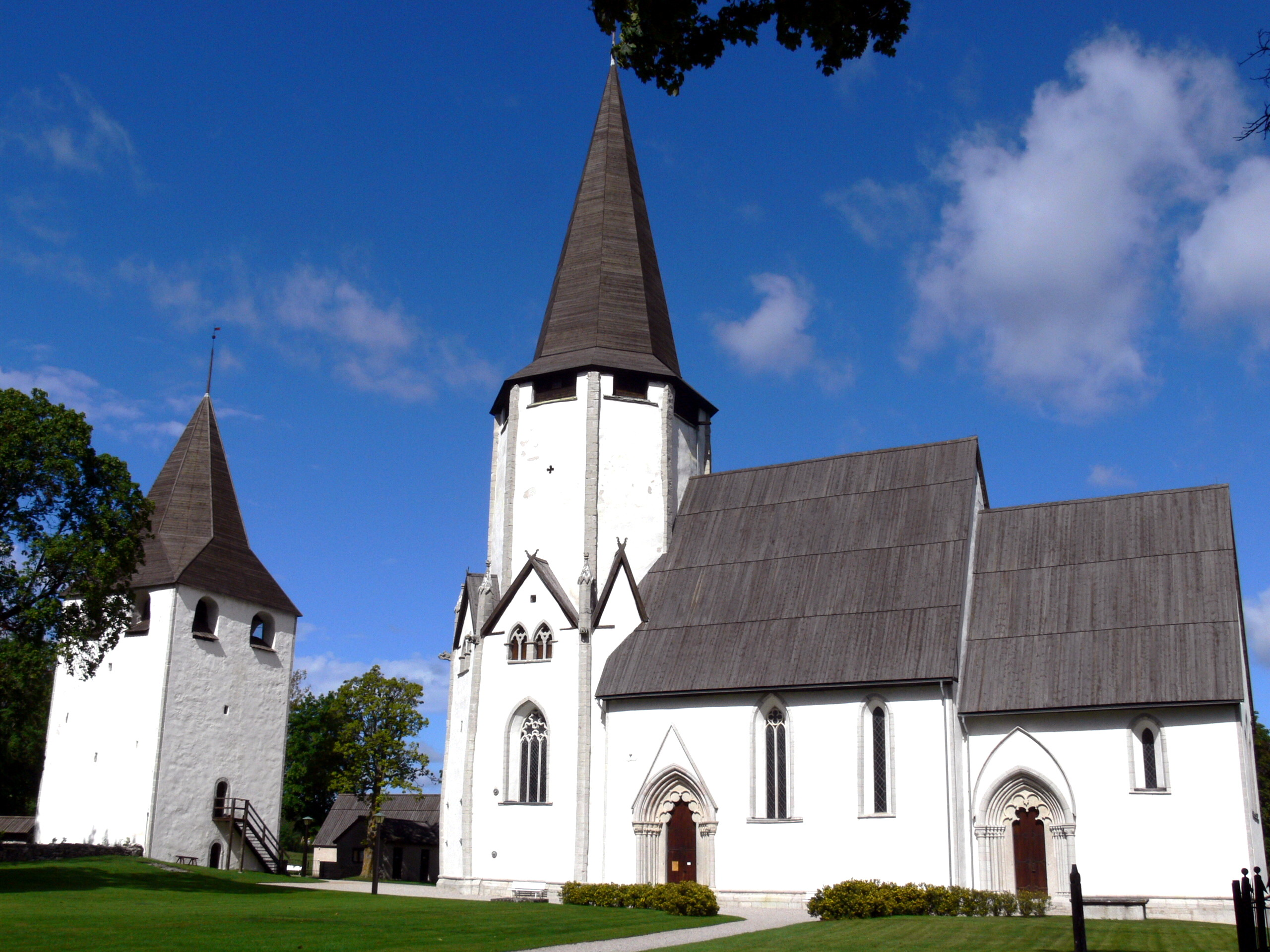
Kirche mit Kastal

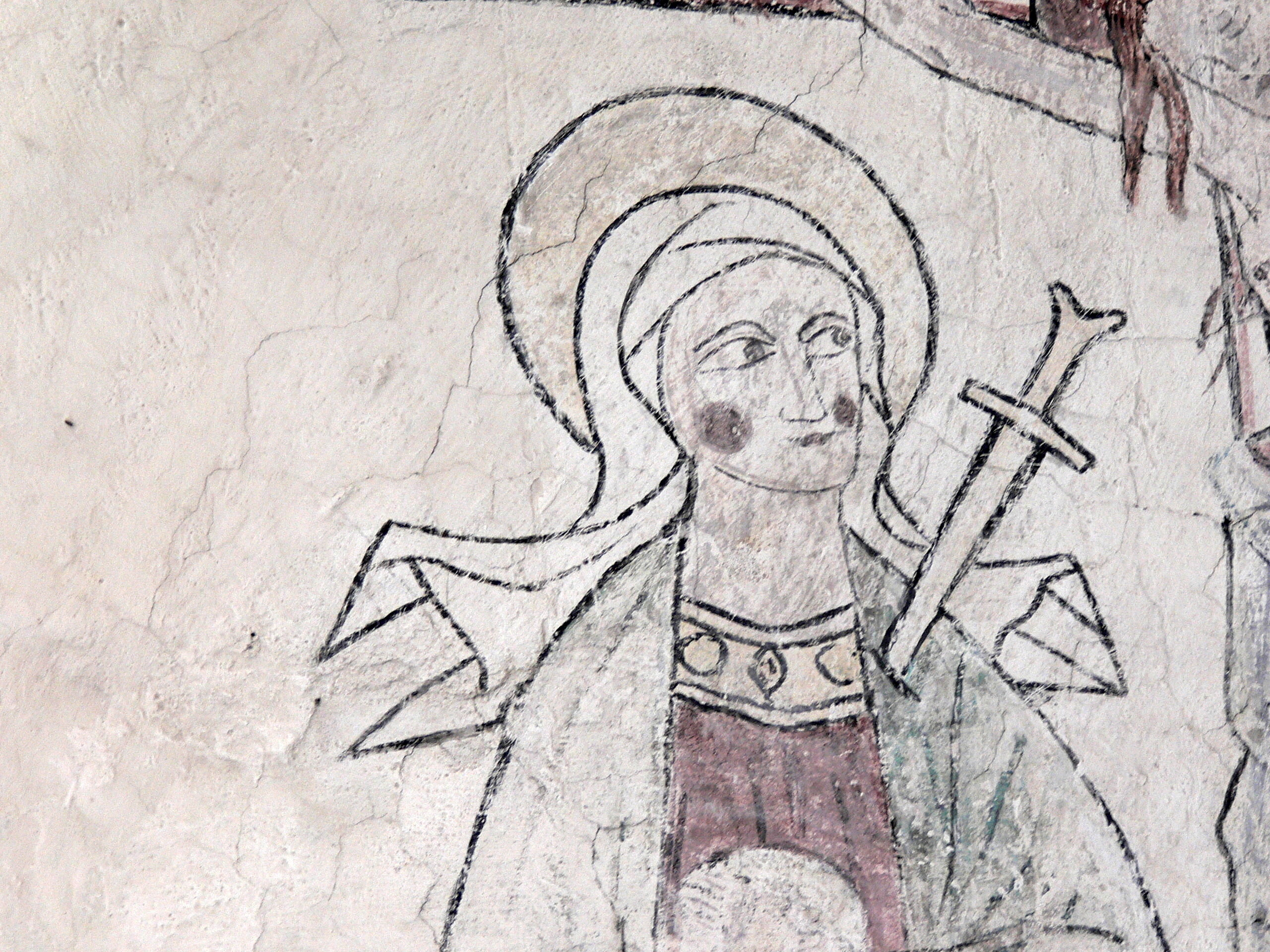
Wandmalerei

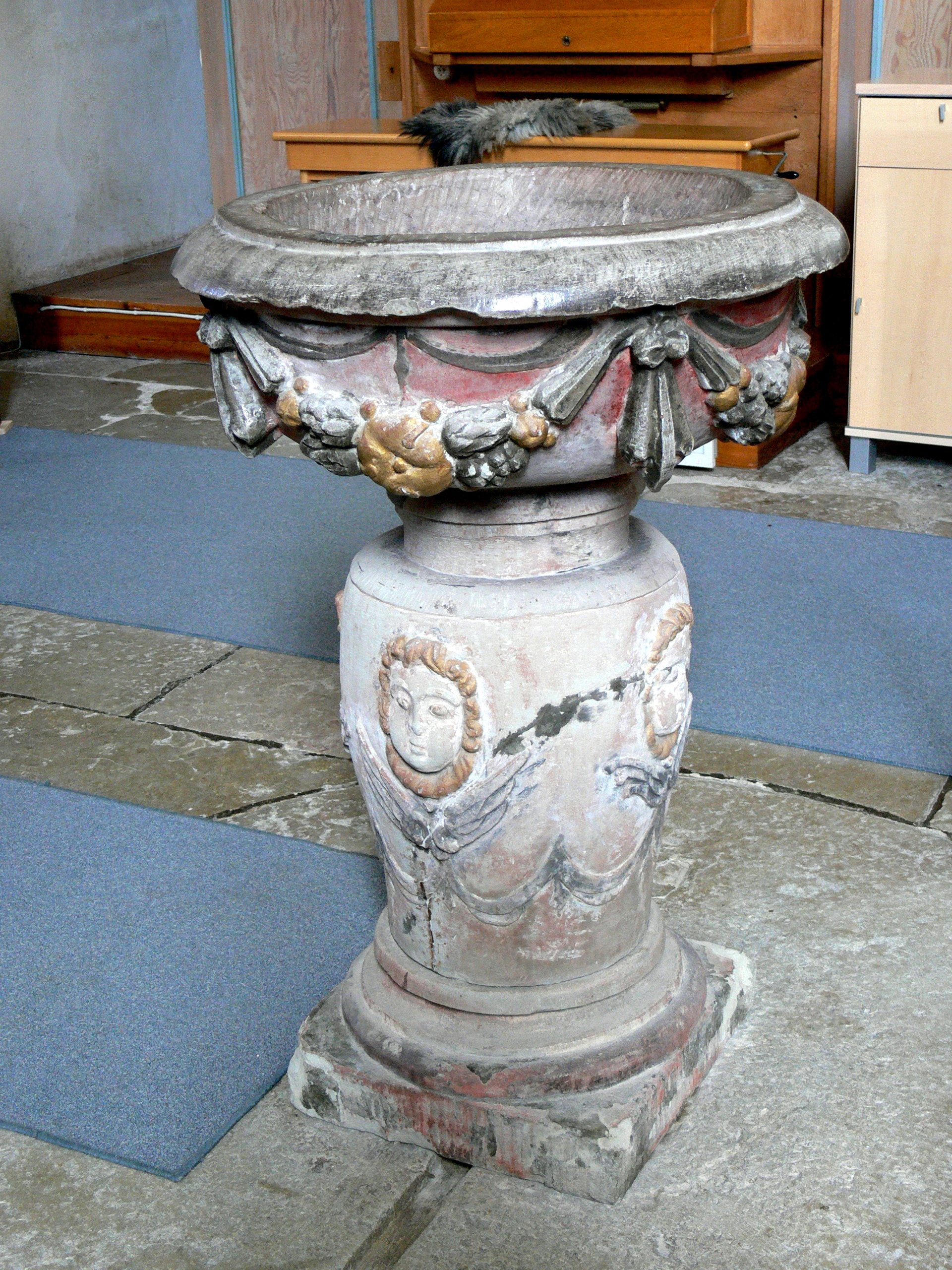
Der Taufstein

Die Kirche von Lärbro ist eine Landkirche auf der schwedischen Insel Gotland. Sie gehört zur Kirchengemeinde (schwedisch församling) Forsa und zum Pastorat Lärbro im Bistum Visby.

## Lage
Sie liegt im Ort Lärbro auf Gotland 34 km nordöstlich von Visby.

## Kirchengebäude
Diese gotische Kirche unterscheidet sich von den übrigen gotländischen Landkirchen durch ihren oktogonalen Turm. Die Kirche von Lärbro wurde in Etappen errichtet. Der älteste Teil sind Chor und Langhaus, die wahrscheinlich im späten 13. Jahrhundert erbaut wurden.
Der möglicherweise durch die Heiliggeistkirche in Visby inspirierte Turm wurde um 1350 ausgeführt. Sein Portal ist mit Heiligenfiguren geschmückt. Die Kindheit Jesu ist auf den Kapitellbändern dargestellt. In den übrigen Teilen sind figürliche Wasserspeier zu sehen. Der Turm besaß ein Galeriegeschoß und eine hohe Spitze. Sie wurde im Jahre 1522 durch einen Sturm schwer beschädigt. Seither hat die Turmspitze ihre niedrigere, heutige auch oktogonale Form.

## Innenraum
Im Kirchenraum bilden Turmraum, Langhaus und Chor, verbunden durch weite Bögen eine Einheit. Schlanke hohle Säulen tragen das Dach. Die Kirche war einst reich geschmückt. Heute sind einige am Ende des 13. Jahrhunderts entstandene Fresken, wie die Ranken im Gewölbe und die Apostel mit Weihekreuzen im Chor und im Langhaus, als Fragmente wiedererstanden. Ein gedrechselter Stuhl aus dem 13. Jahrhundert steht ebenso im Chor, wie ein Beichtstuhl aus dem 17. Jahrhundert. Der aus dem frühen 15. Jahrhundert stammende Flügelaltar wurde Mitte des 18. Jahrhunderts restauriert, wobei viele Heiligenfiguren umgestellt wurden. Die wahrscheinlich von Christian Fedder geschaffene Kanzel datiert von 1718. Aus dieser Zeit stammt auch das Gestühl, während die Taufe im 17. Jahrhundert entstand. Im Boden des Chores befindet sich der Grabstein von Nicolaus Taksten, gestorben 1274. Er soll ein grausamer Mann gewesen sein. Der Grabstein bittet jedenfalls seine Verbrechen zu beklagen.

## Umgebung
Aus der Kirchhofmauer erhebt sich ein Kastal aus dem 12. Jahrhundert. Ähnliche Türme befinden sich bei den Kirchen von Gammelgarn und Sundre (Rundturm).